# Calla palustris
La calla di palude o calla palustre (Calla palustris L., 1753) è una pianta perenne acquatica appartenente alla famiglia Araceae. È l'unica specie nota del genere Calla L., 1753.
Questa specie non va confusa con quelle appartenenti al genere Zantedeschia, comunemente note in italiano col nome di Calla.

## Distribuzione e habitat
Specie a distribuzione olartica, è presente dall'Europa al Giappone, dall'America subartica fino agli Stati Uniti settentrionali e orientali.

## Tassonomia
Il genere Calla veniva collocato in passato in una sottofamiglia a sé stante (Calloideae). Attualmente è inquadrato all'interno della sottofamiglia Aroideae, come unico genere della tribù Calleae.

### Sinonimi
Sono stati riportati i seguenti sinonimi:
- Calla brevis (Raf.) Á.Löve & D.Löve
- Calla cordifolia Stokes
- Calla generalis E.H.L.Krause
- Calla ovatifolia Gilib.
- Calla palustris f. polyspathacea Vict. & J.Rousseau
- Callaion bispatha (Raf.) Raf.
- Callaion brevis (Raf.) Raf.
- Callaion heterophylla (Raf.) Raf.
- Callaion palustris (L.) Raf.
- Provenzalia bispatha Raf.
- Provenzalia brevis Raf.
- Provenzalia heterophyla Raf.
- Provenzalia palustris (L.) Raf.